# Max Mannheimer
Max Mannheimer (Neutitschein, 6 febbraio 1920 – Monaco di Baviera, 23 settembre 2016) è stato uno scrittore ceco.

## Vita

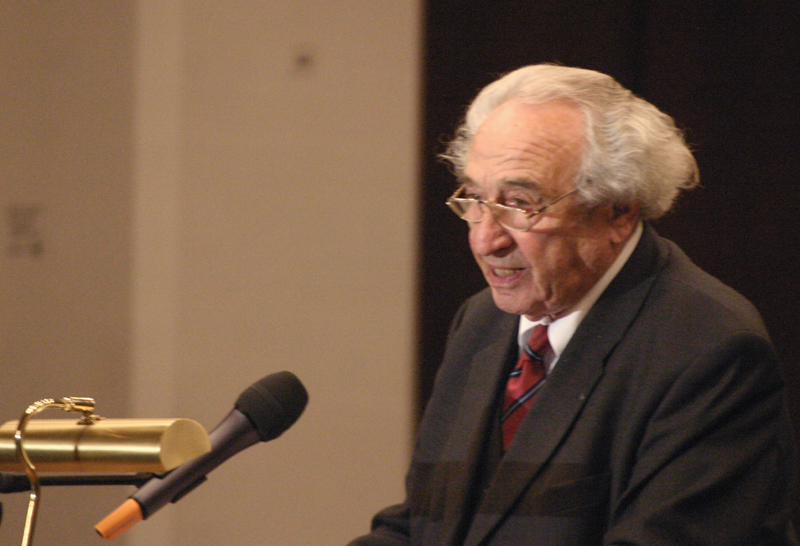
Max Mannheimer parla, nel novembre 2005, nel vecchio municipio di Monaco di Baviera.

Max Mannheimer, nato il 6 febbraio 1920 a Neutitschein, Nord Moravia, ora Repubblica Ceca, era un ebreo sopravvissuto all'Olocausto. È uno scrittore ed un pittore.
Era stato incarcerato a partire dalla fine di gennaio 1943, nel campo di concentramento di Theresienstadt e poi ad Auschwitz ed infine trasferito nel campo di concentramento di Dachau. Nei primi mesi del 1945 è stato impiegato come lavoratore esterno a Mühldorf, da dove è stato evacuato il 28 aprile 1945. Il trasporto, sul quale era stato inserito in seguito all'ordine di evacuazione, venne liberato il 30 aprile 1945 presso Seeshaupt dalle truppe USA. La sua prima moglie, Eva, non sopravvisse all'Olocausto, né sopravvissero i suoi genitori, Jacob e Margaret Mannheim, e nemmeno i suoi fratelli Ernst ed Eric e Katherine. La vita venne risparmiata solo a lui e a suo fratello Edgar.
Dopo la sua dimissione dall'ospedale, in seguito alla liberazione, lasciò la Germania e giurò che non avrebbe mai più messo piede sul suolo tedesco. In seguito tuttavia si innamorò della tedesca Elfriede Eiselt, la sua seconda moglie, e nel 1946 tornò in Germania, essa però morì di cancro nel 1964. Trasferitosi vicino a Monaco di Baviera, dal 1988 era presidente della Comunità campo di Dachau. Dal 1950 aveva iniziato a dipingere. In seguito alla morte della sua seconda moglie si sposò con un'americana da cui ebbe una figlia e un figlio.
Max Mannheimer divenne noto grazie alle sue conferenze sulla sua esperienza nei campi di concentramento, trasmettendo alle giovani generazioni la testimonianza degli orrori commessi dai nazisti durante il Terzo Reich.
Mannheimer, durante le sue conferenze, spesso diceva: "Vengo come testimone, per spiegare, non come un giudice o un pubblico ministero".
Mannheim è un membro del consiglio consultivo dell'Associazione Gegen Vergessen - Für Demokratie (Contro l'oblio - per la democrazia).

## Premi e riconoscimenti
A Max Mannheimer è stato assegnato il Premio Waldemar von Knoeringen dalla Accademia Georg von Vollmar. tale riconoscimento è conferito dall'Accademia ogni due anni alle persone che si sono distinte nel mantenere viva la tradizione del movimento operaio e gli obiettivi del socialismo democratico. Nel 2005 ha ricevuto il Premio Cultura dell'Alta Baviera. Inoltre è stato insignito della croce federale al merito e gli è stata conferita la medaglia d'argento dell'Ordine di Merito della Costituzione bavarese. Nel 2000 gli fu conferito il dottorato honoris causa presso l'Università di Monaco di Baviera. 2009 ha ricevuto la medaglia d'oro della Costituzione bavarese.

## Opere
- Una speranza ostinata (2016) ISBN 978-88-6783-127-2 (edizione originale: Spätes Tagebuch, 1964)